# Проспект Президента Грушевського
Проспект Президента Грушевського — проспект у Луцьку, що простягається від перетину вулиці Винниченка, Яровиця та Стрілецької і закінчується біля Привокзального майдану. Сучасна назва — на честь історика, організатора української науки, політичного діяча, голови Центральної Ради Михайла Грушевського, який, проте, ніколи не займав посади президента, адже в УНР не існувало такої посади.

## Історія
За часів Першої світової війни на території сучасного проспекту Грушевського знаходився військовий полігон та летовище.
Проспект виник в 1950-ті роки як вулиця Привокзальна через зведення нового вокзалу та будівництво житлових масивів біля нього. Вулиця була оформлена як бульвар з двома проїжджими частинами, розділеними пішохідною зоною. Обабіч було висаджено каштани. У 1960-ті та на початку 1970-х років на вулиці зводилися чотири- й п'ятиповерхові «хрущовки», призначені зокрема для військових. З 1962 року Привокзальна змінила назву на проспект «Правди» (на честь газети «Правда»).
1970 року на проспекті було відкрито кінотеатр «Промінь» У 1980-ті роки вулиця зазнала реконструкції, пішохідну частину посередині було ліквідовано, що розширило проїжджу частину..
До середини 1990-х років на проспекті існувала реверсивна смуга руху автотранспорту (по центру, там, де колись була пішохідна зона). Оскільки на проспекті на той час не було інтенсивного руху автотранспорту, її існування ймовірно пов'язане з розташуванням у цьому районі військової авіаційної частини.
Сучасна назва — проспект Президента Грушевського, запроваджена з 1991 року.

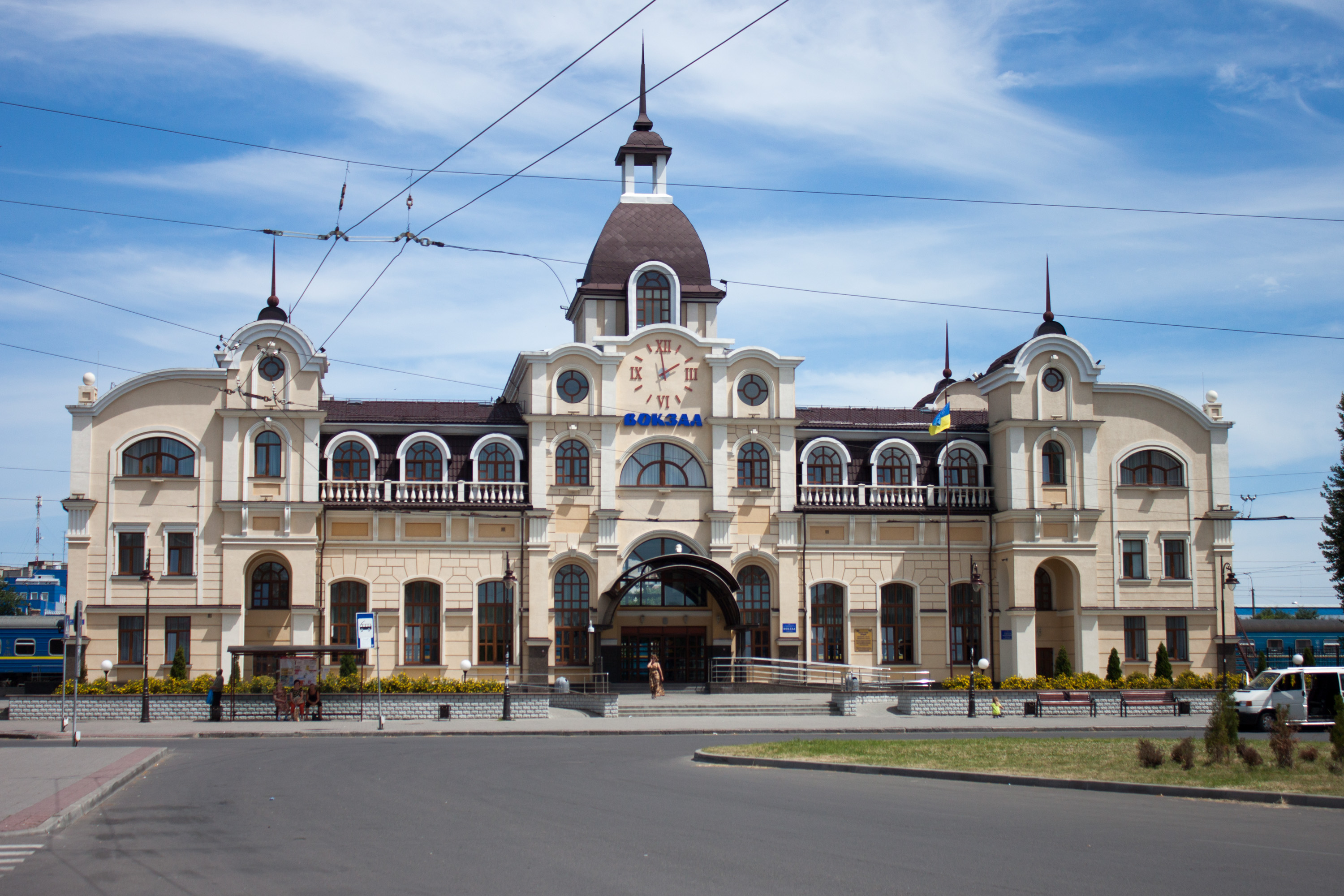
Залізничний вокзал станції Луцьк наприкінці проспекту

2012 року будівлю залізничного вокзалу було реконструйовано, а 2017 року відбулася перебудова кінотеатру «Промінь» на однойменний розважальний комплекс, відкриття якого відбулося у День Незалежності України. У 2010-ті року зведено нові житлові будинки.

## Пам'ятник
2002 року урочисто відкрито пам'ятник Михайлові Грушевському, на честь якого в 1991 році й був названий проспект.

## Заклади
Аптечні заклади:
- Аптека № 2 «Ветеранська» — просп. Грушевського, 1
- Гомеопатична аптека — просп. Грушевського, 1
- Аптека «Сальве» № 5 — просп. Грушевського, 19
- ЕКО, аптека — просп. Грушевського, 22[6].

Розважальні заклади:
- Кінотеатр «Промінь» — просп. Грушевського, 2
- Більярдний клуб «Жорж» — просп. Грушевського, 2
- Нічний клуб «Версаль» — пр-т Грушевського, 2
- Нічний клуб «Севен» — просп. Грушевського, 2

Заклади харчування:
- Кафе «Савана» — просп. Грушевського, 4в
- Ресторан «Курінь» — просп. Грушевського, 26
- Бар «Грабінські» — просп. Грушевського, 26
- Бар «Корчма» — просп. Грушевського, 28
- Бар «Ретро» — просп. Грушевського, 33

Спортивні заклади:
- Спорткомплекс СНУ — просп. Грушевського, 2в
- Центральний басейн — просп. Грушевського, 2а[7].